# Danh sách Hãn Mông Cổ
Đây là danh sách các vua hay thủ lĩnh cai trị Người Mông Cổ. Danh sách trình bày theo thứ tự thời gian với các triều đại khác nhau.

## Mông Ngột Quốc(thập niên 1120–1206)
- Khabul Khan[1]
- Ambaghai
- Hotula Khan
- Dã Tốc Cai (tuyên ngôn)
- Thành Cát Tư Hãn

## Hãn của Liên minh Mông Cổ
1. Hải Đô Hãn (? - 1130)
2. Cáp Bất Lạc Hãn (1130 - 1148)
3. Yêm Ba Hải Hãn (1149 - 1156)
4. Hốt Đô Lạt Hãn (1156 - 1161)
5. Dã Tốc Cai Bạt Đô (1161 - 1171)
6. Thành Cát Tư Hãn (1189 - 1227)
7. Đà Lôi (nhiếp chính) (1227 - 1229)
8. Oa Khoát Đài Hãn (1229 - 1241)
9. Bột Lạt Cáp Chân (nhiếp chính) (1243 - 1246)
10. Quý Do Hãn (1246 - 1248)
11. Hải Mê Thất (nhiếp chính) (1248 - 1251)
12. Mông Kha Hãn (1251 - 1259)

- Vua đế quốc Nguyên:

1. Hốt Tất Liệt (1260 - 1294)
2. Thiết Mộc Nhĩ (1294 - 1307)
3. Khúc Luật Hãn (1307 - 1311)
4. Ái Dục Lê Bạt Lực Bát Đạt (1311 - 1320)
5. Thạc Đức Bát Thích (1320 - 1323)
6. Dã Tôn Thiết Mộc Nhi (1323 - 1328)
7. A Tốc Cát Bát (1328)
8. Trát Nha Đốc Hãn Thiếp Mục Nhi (1328 - 1329; 1329 - 1332)
9. Ý Lân Chất Ban (1332)
10. Thỏa Hoan Thiết Mộc Nhĩ (1333 - 1370)

- Vua Bắc Nguyên:

1. Lý Khắc Đồ Hãn (1370 - 1378)
2. Ô Tư Cáp Lặc Hãn (1378 - 1388)
3. Trác Lý Khắc Đồ Hãn (1388-1392)
4. Ân Kha Hãn (? - 1392)
5. Ngạch Lắc Bá Khắc Hãn (1392 - 1399)
6. Khôn Thiếp Mộc Nhĩ Hãn (1400 - 1402)
7. Quỷ Lực Xích (GuIlyichi), không thuộc nhánh Thành Cat Tư Hãn
8. Bản Nhã Thất Lý (1403 - 1412)
9. Đáp Lý Ba Hãn (1415)
10. A Lỗ Đài Hãn (1415 - 1425)
11. A Đài Hãn (1425-1438)
12. Thoát Thoát Bất Hoa (1433-1452)
13. A Cát Ba Nhĩ Tể (1453)
14. Dã Tiên (1453 - 1454)
15. Mã Nhi Cổ Nhi Cát Tư (1454 - 1465)
16. Ma Luân Hãn (1465 - 1466)
17. Mãn Đô Hãn (1475 - 1478)
18. Đạt Diên Hãn (1478 - 1516)
19. Ba Nhĩ Tư Bát La Đặc Tấn Vương (Phó)
20. Bác Địch Lạt Đặc Khắc Hãn (1516 - 1547)
21. Đả Lai Tôn Khố Đằng Hãn (1547 - 1557)
22. Đồ Tôn Trát Tát Khắc Đồ Hãn (1557 - 1592)
23. Triệt Thìn Hãn (1592 - 1603)
24. Lâm Đan Hãn (1604 - 1634)
25. Ngạch Triết Hãn (1634 - 1635)

Sau cái chết của Ngạch Triết Hãn, nhà nước Mông Cô tan rã thành 3 quốc gia:
- Vương quốc Chuẩn Cát Nhĩ:

1. Khara-Khula (1634)
2. Baatur Khung-Taiji (1634-1653)
3. Sengge (1653-1670)
4. Galdan Boshugtu Khan (1670-1697)
5. Tsewang-Rabtan (1694-1727)
6. Galdan Tseren Khan (1727-1745)
7. Tsewang Dorji-Namjil (1746-1749)
8. Lamdarja (1749-1752)
9. Dawachi (1752-1755)

- Vương quốc Thượng Mông Cổ:

1. Gushi Khan Toro Baikhu (1642-1655)
2. Dayan Ochir Khan (1655-1669)
3. Gonchug Dalai Khan (1669-1698)
4. Lhazang Chingis Khan (1698-1717)

- Vương quốc Kalmyks:

1. Khoo-Orlog (d.1644)
2. Shikir-Daichung (1644-1661)
3. Puntsog (1661-1669)
4. Ayuukhi (1669-1724)
5. Tseren-Dondog (1724-1735)
6. Dondug-Ombo (1735-1741)
7. Dondug-Dashi (1741-1761)
8. Ubashi (1762-1771)

Bogd Khan (thứ 8 Jebtsundamba Khutuktu) (1911-1924)